# Slubica
Sllubicë en albanais et Slubica en serbe latin (en serbe cyrillique : Слубица) est une localité du Kosovo située dans la commune/municipalité de Gjilan/Gnjilane, district de Gjilan/Gnjilane (Kosovo) ou district de Kosovo-Pomoravlje (Serbie). Selon le recensement kosovar de 2011, elle compte 2 823 habitants, tous albanais.

## Histoire
La mosquée du village, construite en 1935-1936, est proposée pour une inscription sur la liste des monuments culturels du Kosovo.

## Démographie

### Évolution historique de la population dans la localité
| 1948 | 1953 | 1961 | 1971 | 1981 | 1991 | 2011 |
| ---- | ---- | ---- | ---- | ---- | ---- | ---- |
| 181  | 166  | 234  | 240  | 288  | 326  | 73   |

|  |